# Jan V. Palaiologos
Jan V. Palailogos (18. června 1332 – 16. února 1391 Konstantinopol) byl byzantský císař v letech 1341–1391.

## Život
Na byzantský trůn dosedl jako devítiletý chlapec po otcově smrti roku 1341. Do roku 1347 vládl nezletilý Jan s pomocí regentské rady, v jejímž čele byla matka Anna Savojská, společně s patriarchou Ioannem Kalekou a vrchním velitelem byzantského loďstva Alexiem Apokaukem. Nejvýznamnější místa v radě zaujímali Palaiologovci a Kantakuzenové. Došlo však ke sporu regentské rady s vrchním velitelem armády Janem Kantakuzenem, který se roku 1341 za podpory provinciální šlechty prohlásil ve městě Didymoteichos císařem. Proti tomu však vypuklo povstání v Konstantinopoli, při němž lid vyplenil domy bohatých aristokratů. Jan Kantakuzenos se v této občanské válce opřel o vlivné athoské mnišstvo.
Kantakuzenos nakonec zvítězil a v letech 1347–1354 se stal jako Jan VI. spoluvládcem Jana V. Největší odpor k uzurpátorovi trůnu se projevil v Soluni v povstání Zélotů (1342–1350), Zéloti bojovali za pravého císaře Jana V., vyhnali aristokracii se Soluně, a ozbrojili lid, Janu VI. nezbývalo nic jiného než vyčkávat až dojdou obleženému městu zásoby. Teprve na přelomu roku 1349 a 1350 se mu město podařilo dobýt. Říše však byla v absultním hospodářském i morálním úpadku, Thrákie byla vypleněna a vylidněna. Císař Jan VI. se snažil situaci řešit snížením cel, aby tak nalákal obchodníky, ani toto opatření říši nepomohlo. Navíc roku 1347 vypukla v Byzanci morová epidemie, která zahubila třetinu obyvatelstva říše.

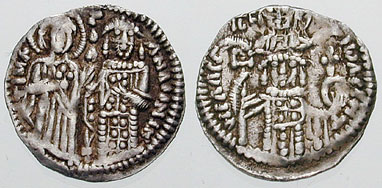
Mince Jana V.

Roku 1354 konečně na trůn nastoupil právoplatný císař Jan V., skoncoval s vládou Jana VI., jenž se uchýlil do kláštera v Mystře. Roku 1361 Turci dobyli Adrianopol a trvale se usadili na evropském kontinentě, před tím dobyli roku 1354 významný přístav Gallipoli. Jan V. se pokoušel nalézt pomoc proti Turkům na západě, svého syna Manuela vyslal k jednání k papeži, avšak nebyl ochoten přijmout unii, protože věděl že jeho lid s ní nikdy nebude souhlasit. V roce 1366 se císař osobně vydal jednat o pomoc do Uher, byl však zajat a ze zajetí jej vysvobodil až bratranec Amadeus VI. Savojský. Počátkem léta 1369 cestoval spolu se svým švagrem, janovským patricijem Franceskem Gattilusim do Říma k papeži, kde 18. října 1369 podepsal závazek, že přijímá katolickou víru a podřizuje se „svaté římské církvi“ a papeži.
Počátkem května 1370 přibyl do Benátek, kde byly zastaveny již od roku 1343 byzantské korunovační klenoty. Benátčané nabídli jejich vrácení, poskytnutí šesti galér a další finanční sumy zato, že jim císař vydá ostrov Tenedos. To však v Konstantinopoli odmítl jeho syn a spolucísař, v té době regent Andronikos IV. Janu V. nyní zcela chyběly finanční prostředky a zůstal v Benátkách fakticky jako vězeň. Jeho propuštění zařídil druhý nejstarší syn Manuel, místodržící v Soluni, který přispěchal s penězi. Roku 1373 se císař stal sultánovým vazalem, uvázal se platit roční tribut a vojensky jej podporoval v Anatólii. Roku 1376 se trůnu zmocnil uzurpátor Andronikos IV., který byl s pomocí Turků a Benátčanů vyhnán roku 1379. Císař byl pak sesazen ještě jednou roku 1390 svým vnukem Janem VII. Zemřel v únoru 1391 a byl pohřben v konstantinopolském klášteře Krista Pantokratora.